# Замок Кулмайн
Замок Кулмайн (англ. Coolmain Castle) — один із замків Ірландії, розташований у графстві Корк.

## Історія
Замок Кулмайн був побудований близько 1400 року феодалами норманського походження Де Курсі. Але потім замок захопив ірландський клан Мак Карті Ре та його вожді — королі Десмонду, королі Карбері — невеликого ірландського королівства, що довгий час лишалося незалежним від Англії. Клан Мак Карті Ре споконвіку володів землями на яких був збудований замок Кулмайн. Томас Вайс на початку ХІХ століття орендував замок та маєток Кулмайн Гіберніусу Скотту. Під час оцінки нерухомості в Ірландії, що була здійснена Гріффітом, замок Кулмайн був оцінений в 18 фунтів стерлінгів. У 1837 році Льюїс писав, що замок є резиденцією Е. Стовела. Але в 1814 році замок Кулмайн був резиденцією Гіберніуса Скотта. Його високоповажність Генрі Бойл Бернар — третій син ІІ графа Бандона жив тут у 1870 роках. Він володів 1000 акрів землі в графстві Корк. Волфорд в 1885 році та Слейтер в 1894 році писали, що власником замку та маєтку є Генрі Бойл Бернар. У 1942 році Ірландська туристична асоціація повідомляла, що замок є закинутим і пустельним. Потім в замку жив письменник Донн Бірн, але він загинув в автомобільній катастрофі. Потім замком володів фотограф Боб Віллобі. Він здійснив реставрацію замку. Нині замок Кулмайн є власністю джентльмена на прізвище Рой Дісней, що є громадянином США. Він вклав великі кошти в реставрацію та ремонт замку і зробив його комфортабельним.